# Ste-Marie-Madeleine (Marcoussis)

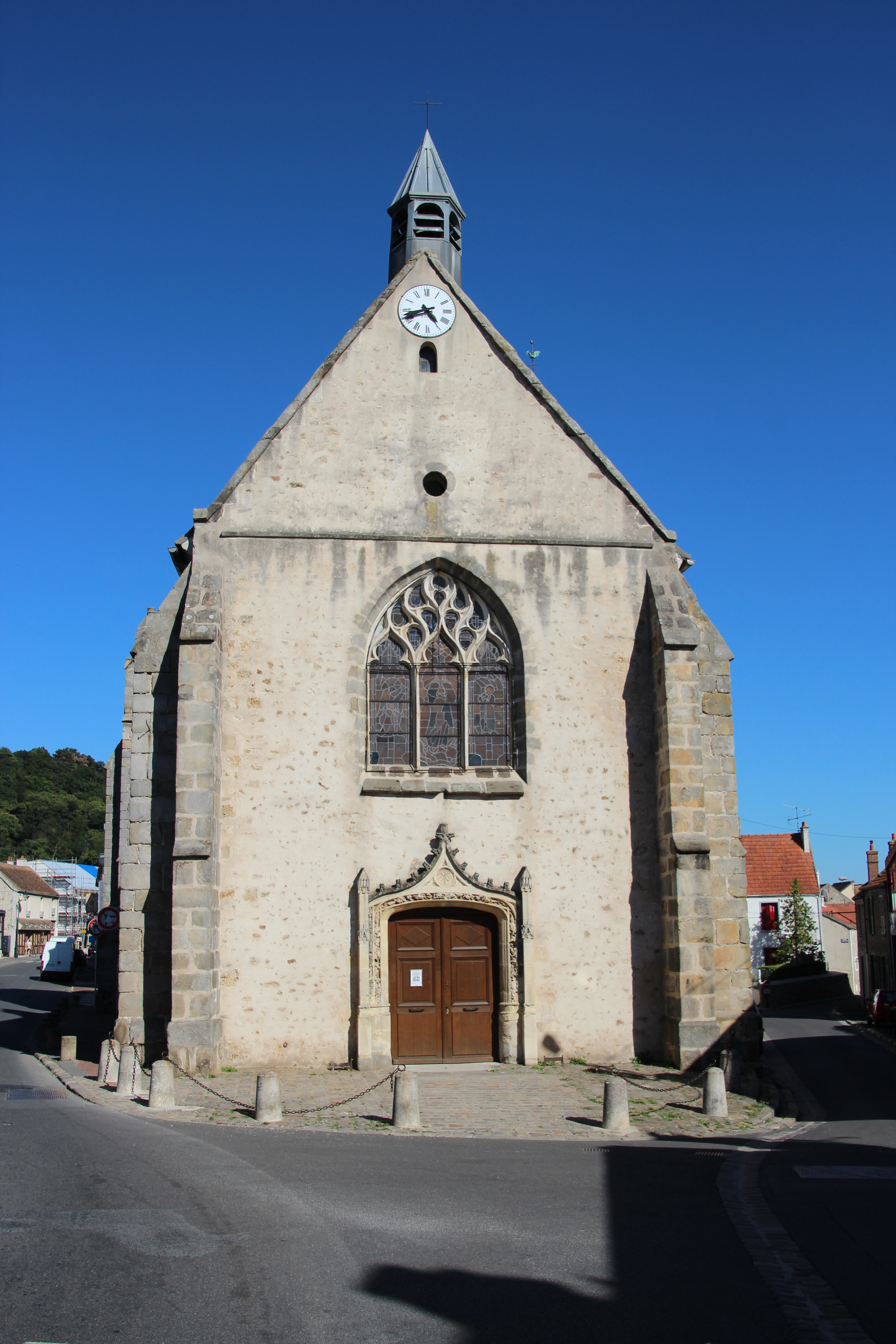
Pfarrkirche Sainte-Marie-Madeleine

Die katholische Pfarrkirche Sainte-Marie-Madeleine in Marcoussis, einer Gemeinde im Département Essonne in der französischen Region Île-de-France, wurde im frühen 15. Jahrhundert an der Stelle eines ehemaligen Priorats errichtet. Im Jahr 1965 wurde die der Maria Magdalena geweihte Kirche als Monument historique in die Liste der Baudenkmäler in Frankreich aufgenommen.

## Geschichte

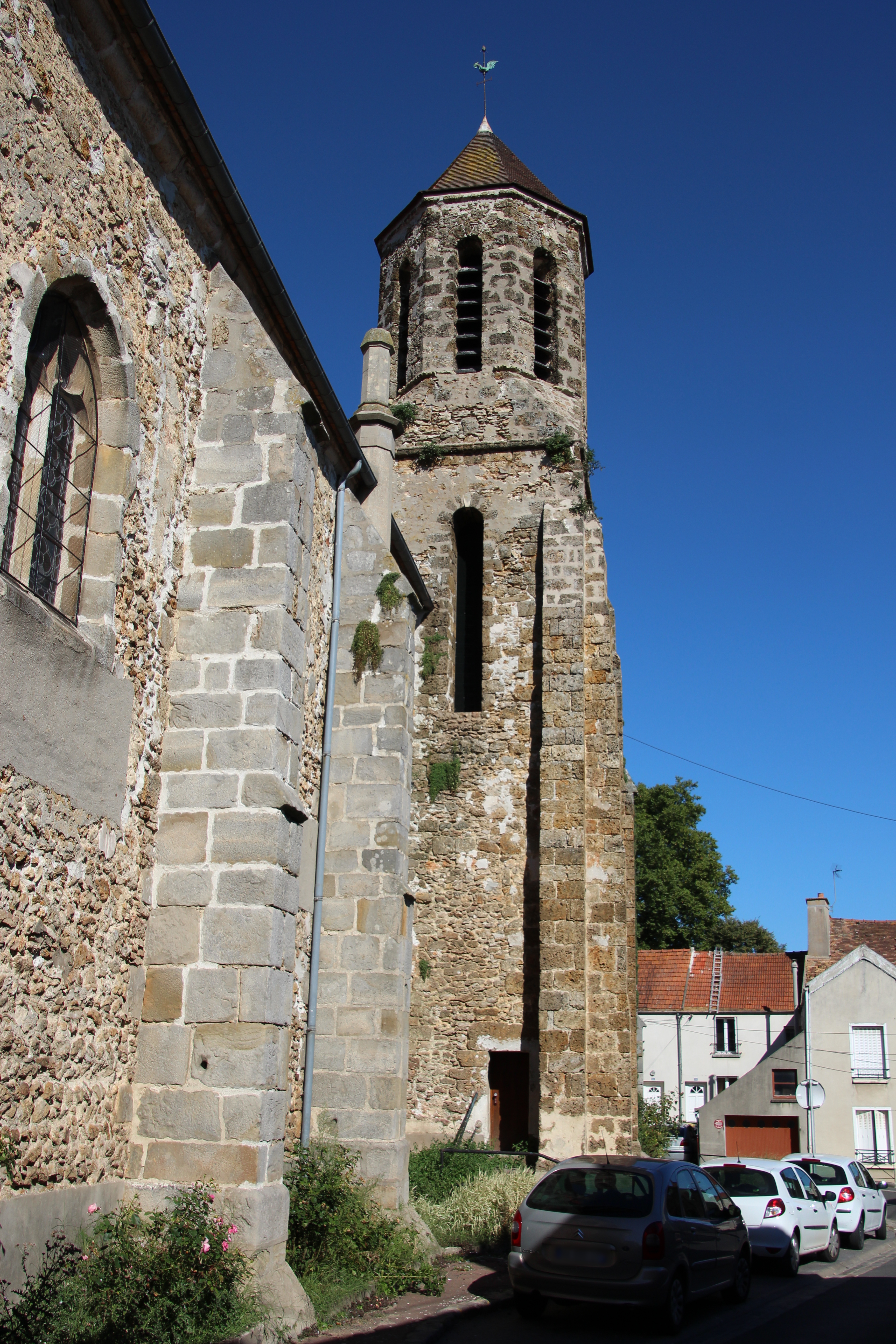
Glockenturm

Um 1140 hatte die Abtei Saint-Wandrille in der Normandie hier ein Priorat eingerichtet. Aus dieser Zeit stammt vermutlich der erste Kirchenbau, von dem der romanische Unterbau des Glockenturms erhalten ist. In den Jahren 1402 bis 1408 ließ der damalige Grundherr von Marcoussis, Jean de Montaigu, einen neuen Chor errichten. Ende des 15. Jahrhunderts entstanden unter dem neuen Grundherren Louis Malet de Graville das Langhaus und der oktogonale Aufbau des Glockenturms.

## Architektur

### Außenbau
Die Westfassade im Stil der Flamboyant-Gotik wird von massiven Strebepfeilern eingefasst und von einem Dachreiter bekrönt. In der Mitte der Fassade ist ein dreibahniges Maßwerkfenster eingeschnitten. Darunter öffnet sich das Portal, das ein mit Krabben besetzter Kielbogen rahmt. An der Nordseite sind Ansätze von Bögen zu sehen, die an das nicht verwirklichte Vorhaben erinnern, Seitenschiffe anzufügen.

### Innenraum

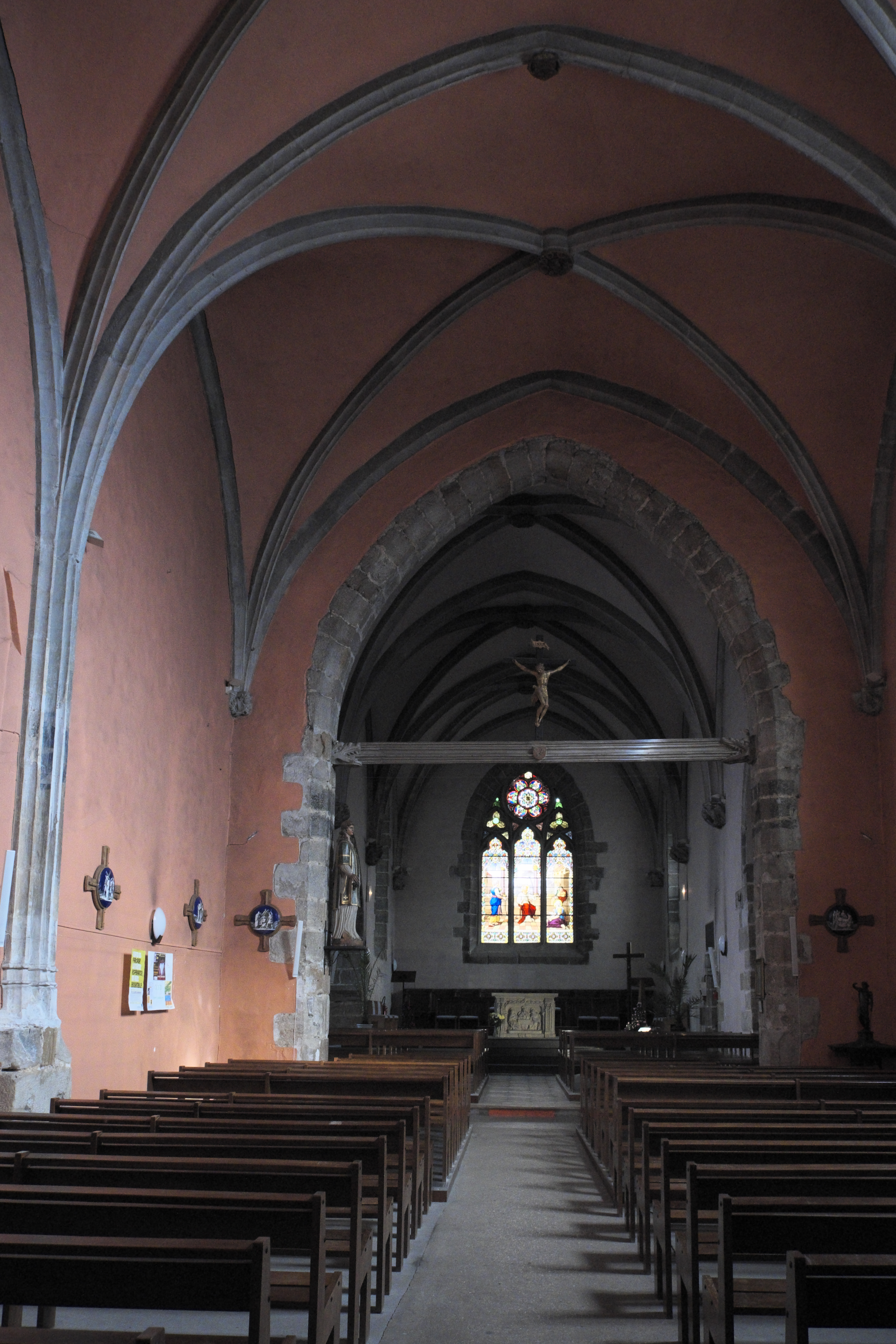
Innenraum

Das einschiffige Langhaus erstreckt sich über drei Joche. Es wird von einem Kreuzrippengewölbe gedeckt, auf dessen Schlusssteinen das Wappen der Familie Graville zu erkennen ist. Auf der rechten Seite öffnet sich unter dem Turm eine mit einem Kreuzgratgewölbe gedeckte Kapelle, die noch auf den Kirchenbau des 12. Jahrhunderts zurückgeht. Die Patronatskapelle auf der linken Seite besitzt ein Kreuzrippengewölbe, dessen Gewölberippen auf Konsolen aufliegen, auf denen Propheten dargestellt sind. Der gerade geschlossene Chor wird ebenfalls von einem Kreuzrippengewölbe gedeckt, auf den Schlusssteinen sieht man das Wappen der Familie Montaigu. Die Konsolen, die die Gewölberippen auffangen, sind mit Engeln verziert, die Wappen halten.

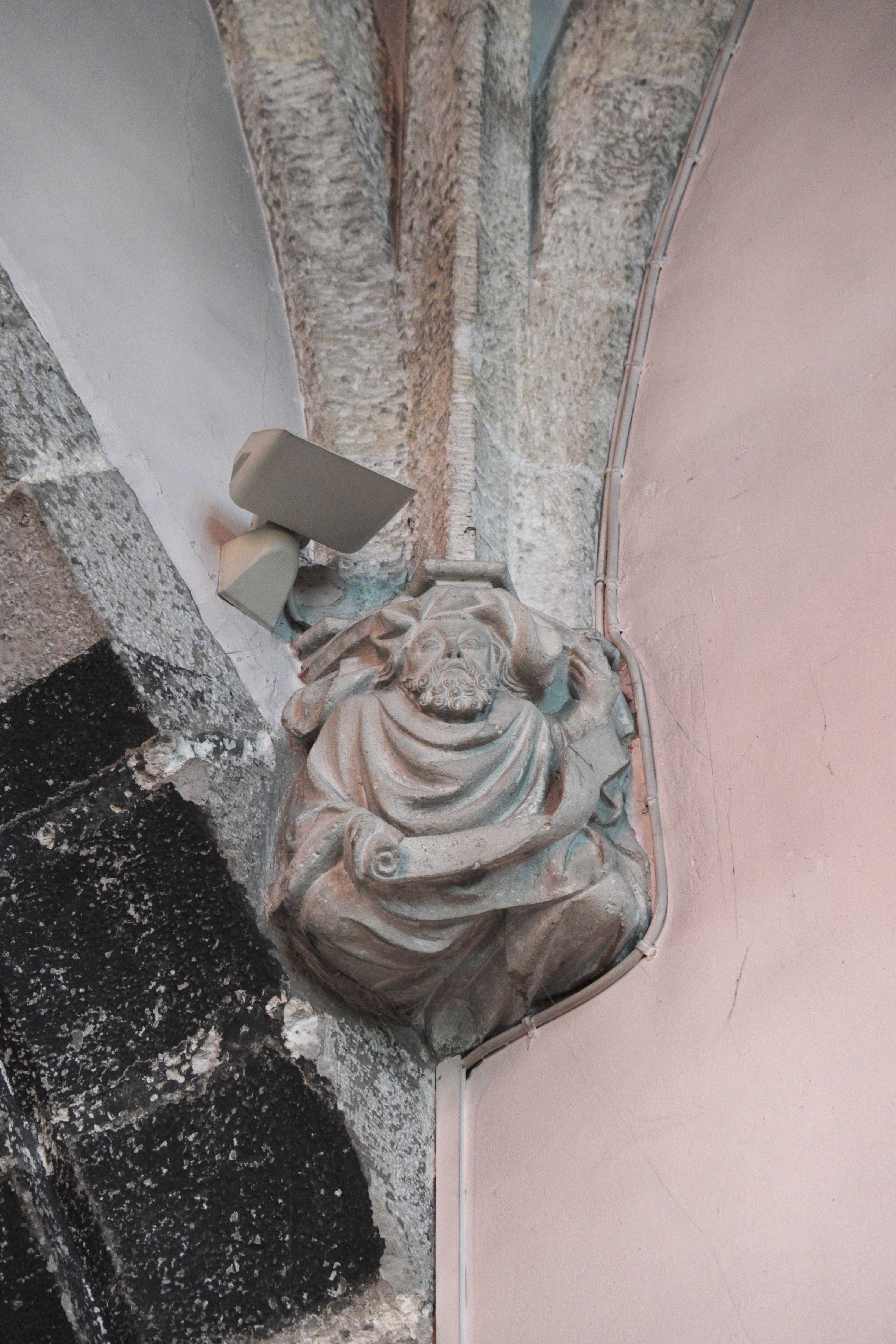
Konsole
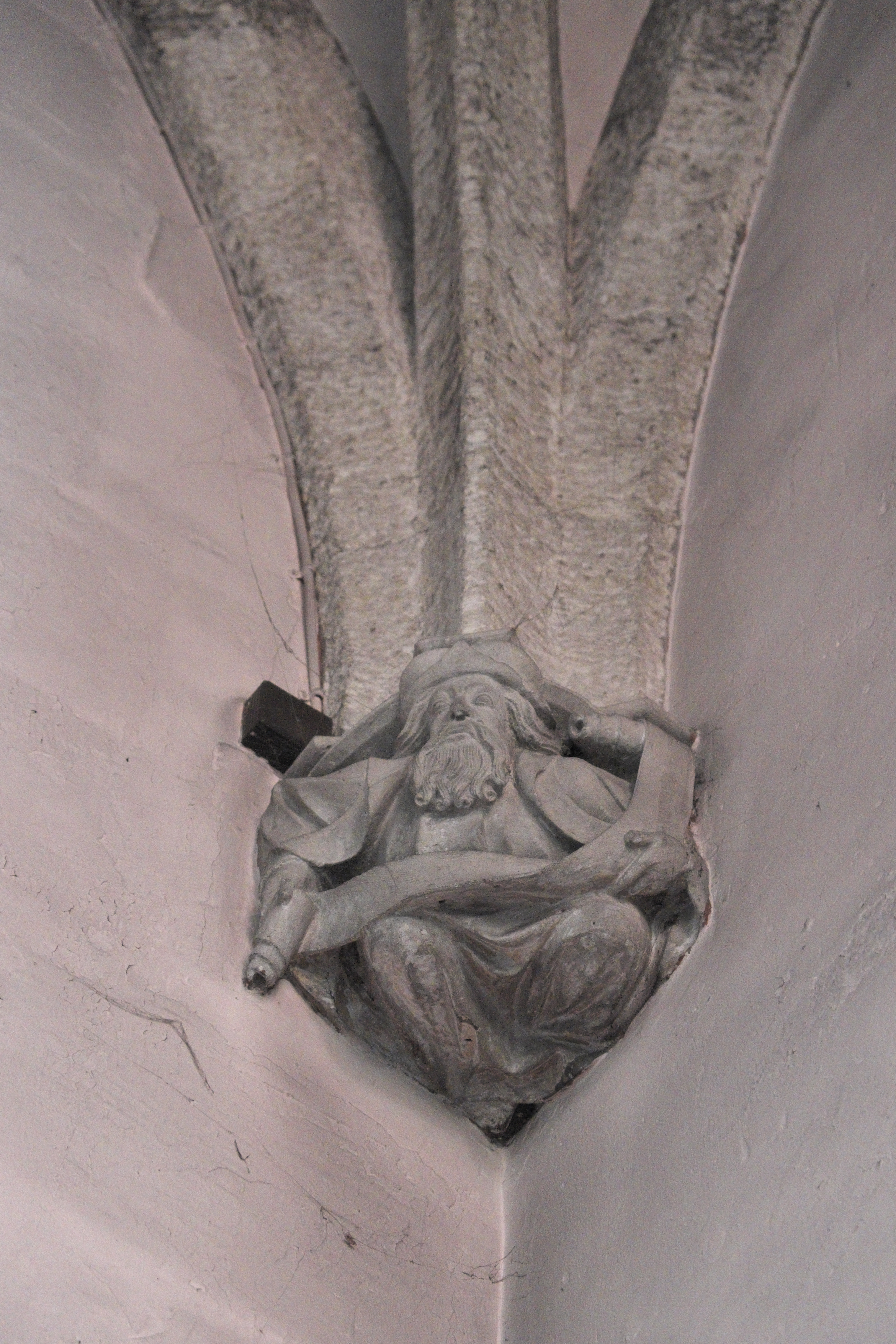
Konsole
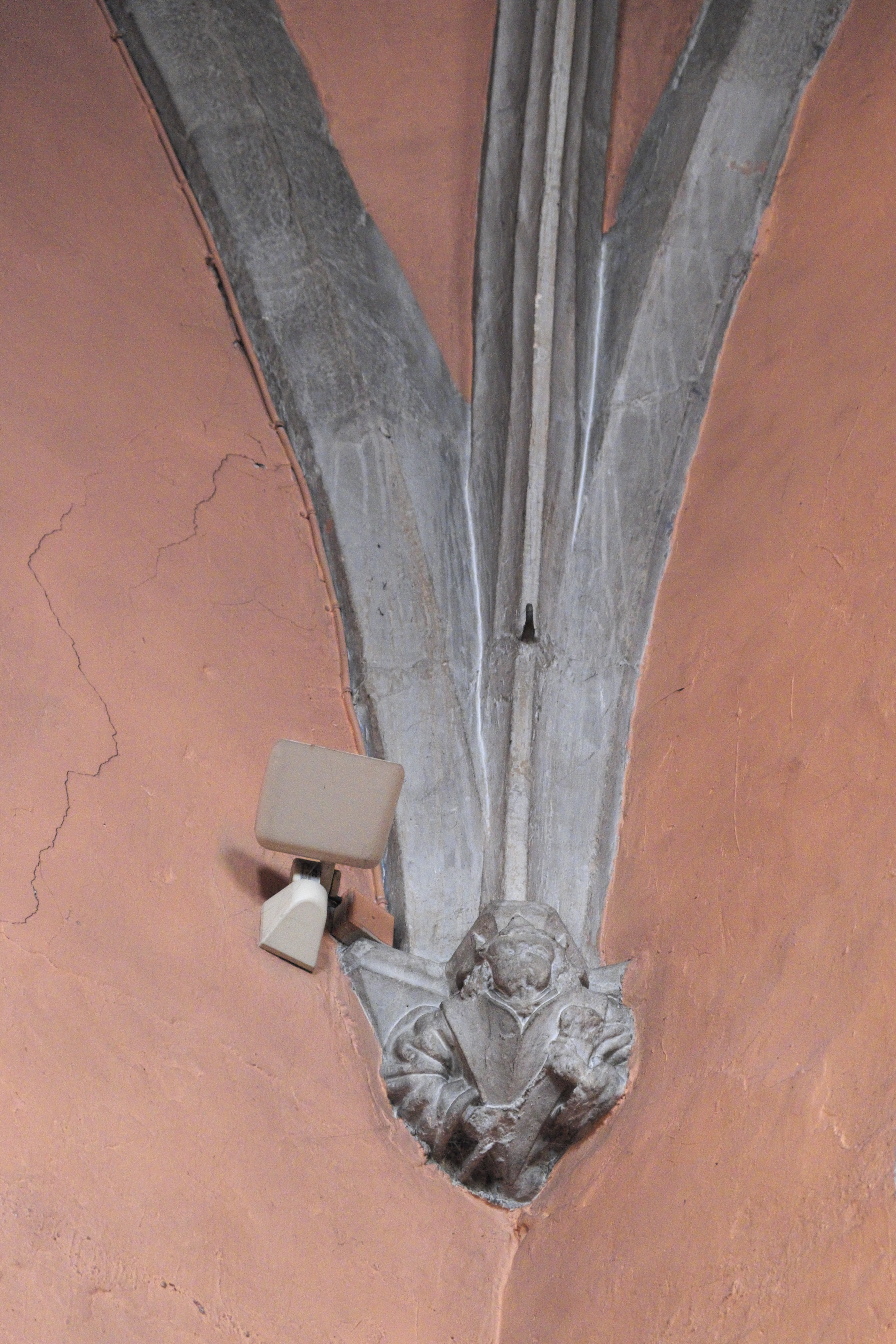
Konsole

## Bleiglasfenster
Das Bleiglasfenster im Chor besteht aus drei Lanzetten, auf denen der Besuch Jesu im Hause von Maria und Martha dargestellt ist. Maria, die nach der katholischen Überlieferung auch mit Maria-Magdalena, der Sünderin, die Jesus die Füße salbte, gleichgesetzt wird, hört Jesus aufmerksam zu, während ihre Schwester Martha das Essen zubereitet. Als sich Martha beklagt, dass ihr Maria bei der Arbeit helfen solle, entgegnet ihr Jesus, Maria habe sich für das Bessere entschieden. Das Fenster stammt aus der Werkstatt von Nicolas Lorin und trägt die Signatur V(eu)ve N. LORIN CHARTRES 1887.
Zwei Fenster wurden in der Glasmalereiwerkstatt von Léon Daumont Tournel in Paris geschaffen und tragen die Signatur L.Dt. TOURNEL ET SES FILS PARIS 1899. Ein Fenster stellt das Gastmahl im Hause des Simon dar, bei dem Maria Magdalena Jesus die Füße salbt. Thema des anderen Fensters ist die Wiedererweckung des Lazarus, des Bruders von Maria und Martha.
Das Fenster über der Empore mit der Darstellung der Maria Immaculata wird in das Jahr 1869 datiert und weist die Signatur MAZIER ET E. FOREST auf. Im Maßwerk des Fensters sind die Wappen der früheren Grundherren, der Familien Montaigu, Graville, Iliers d’Entragues und Esclignac zu sehen.

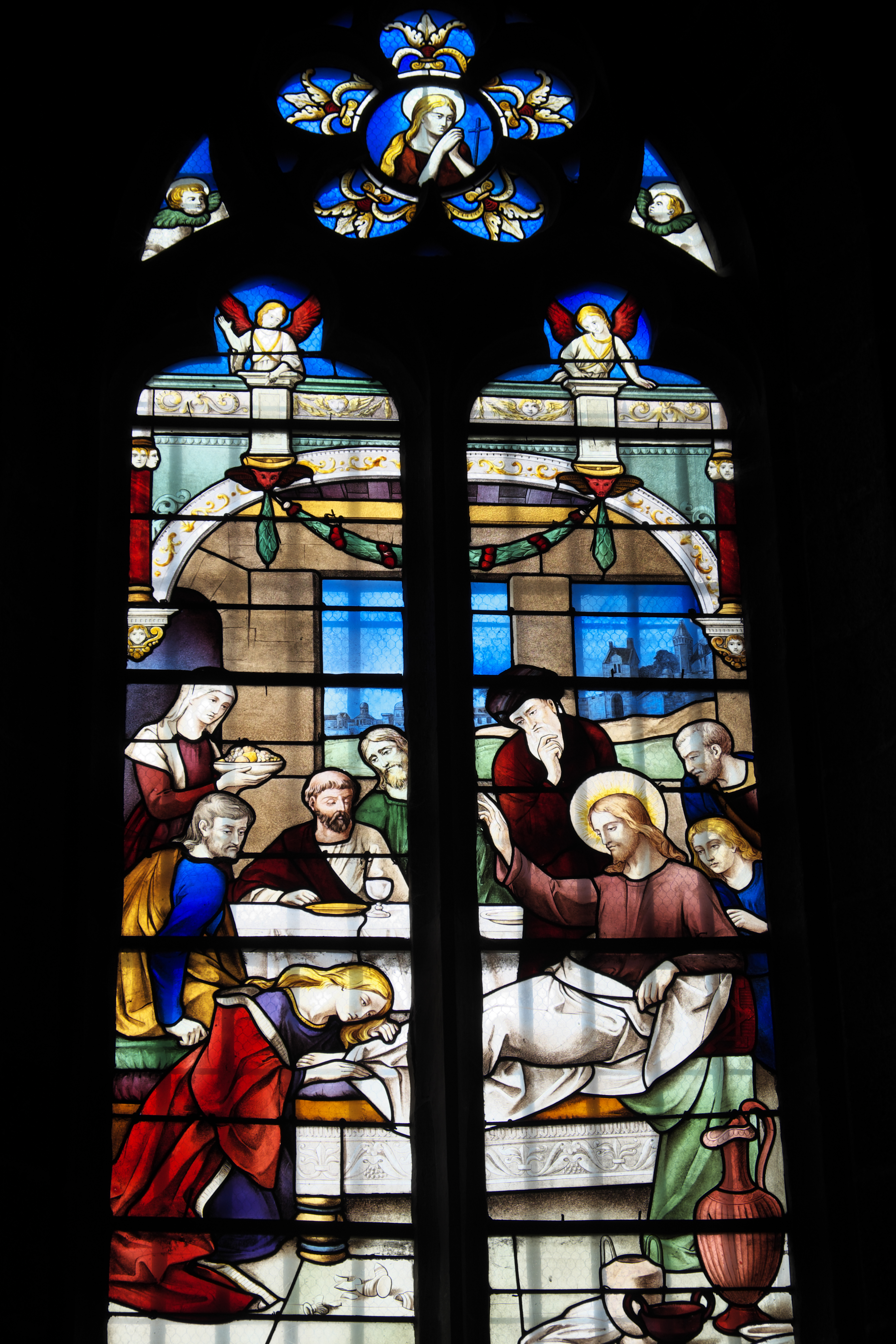
Maria Magdalena salbt Jesus die Füße
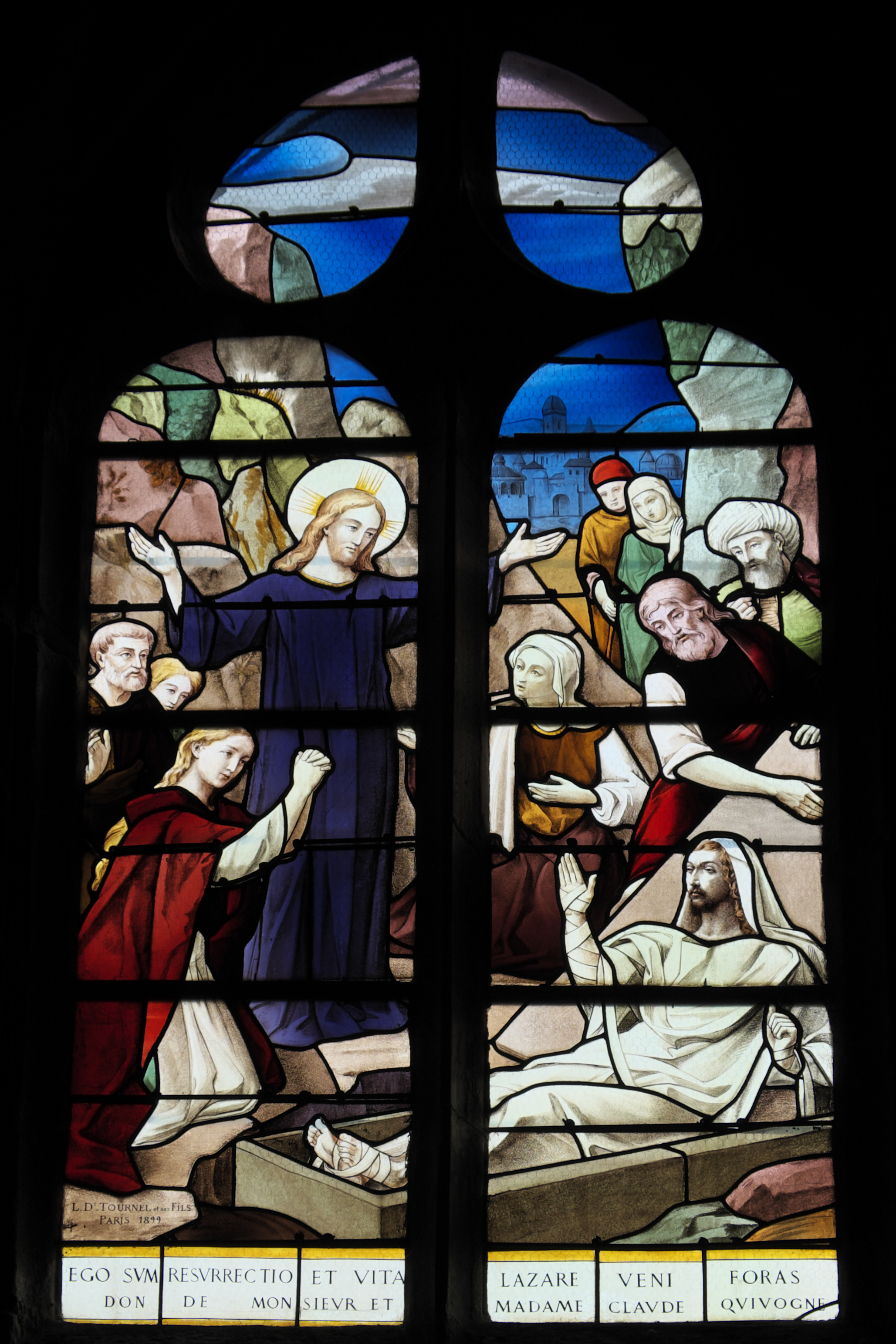
Wiedererweckung des Lazarus
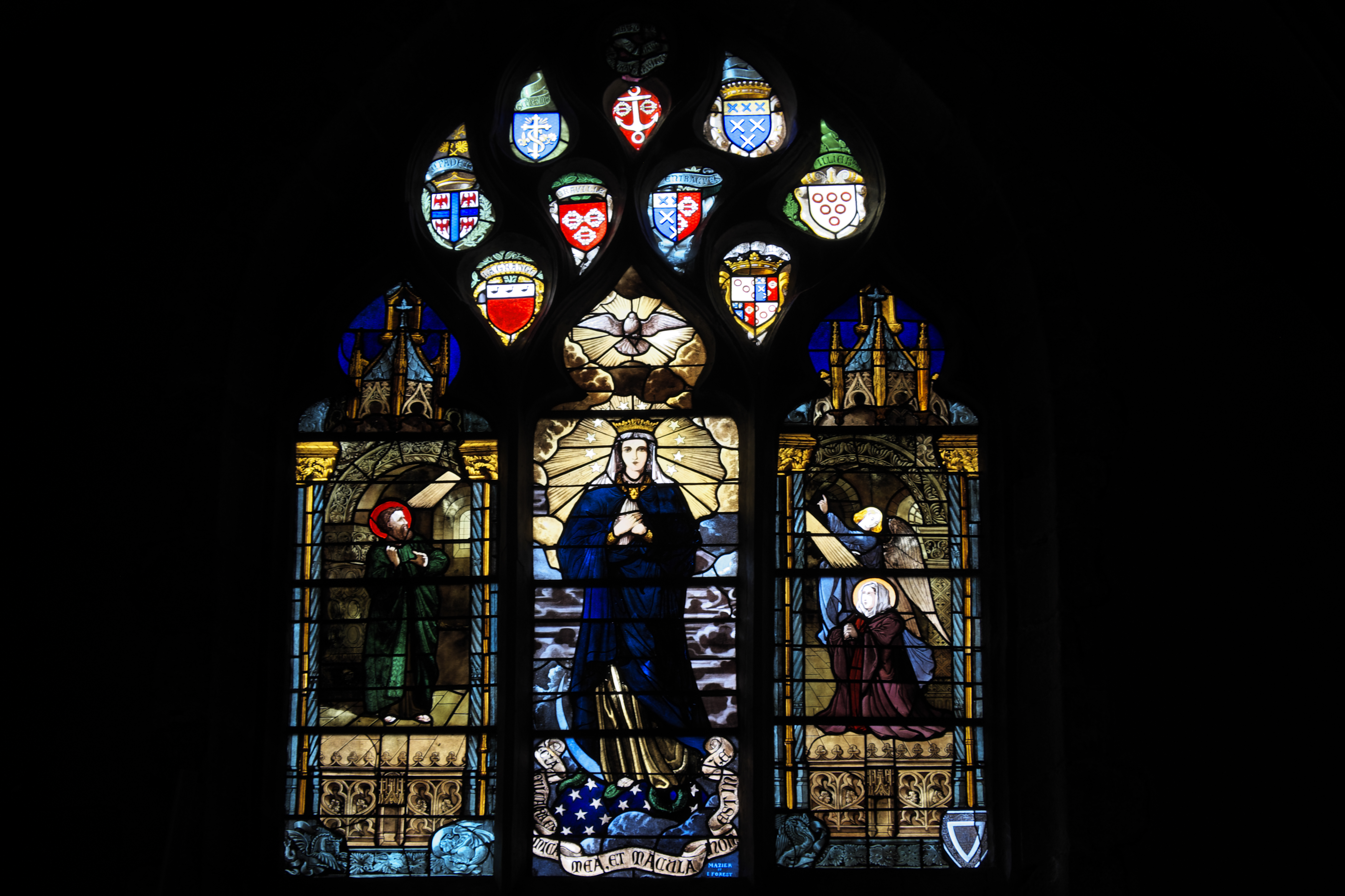
Maria Immaculata und Wappen

## Weitere Ausstattung
- Die Marmorskulptur der Madonna mit Kind stammt aus dem frühen 15. Jahrhundert und wurde von Jean de Cambrai geschaffen. Maria trägt das Jesuskind auf dem rechten Arm, eine ungewöhnliche Form der Darstellung.[5]
- Die 14 Chorstühle aus dem 17. Jahrhundert stammen aus dem ehemaligen Cölestinerkloster in Marcoussis.[6]
- Der Triumphbalken, dessen Enden als Tiermäuler geschnitzt sind, geht auf das 15. Jahrhundert zurück, das Kruzifix wird ins 17. Jahrhundert datiert.[7]

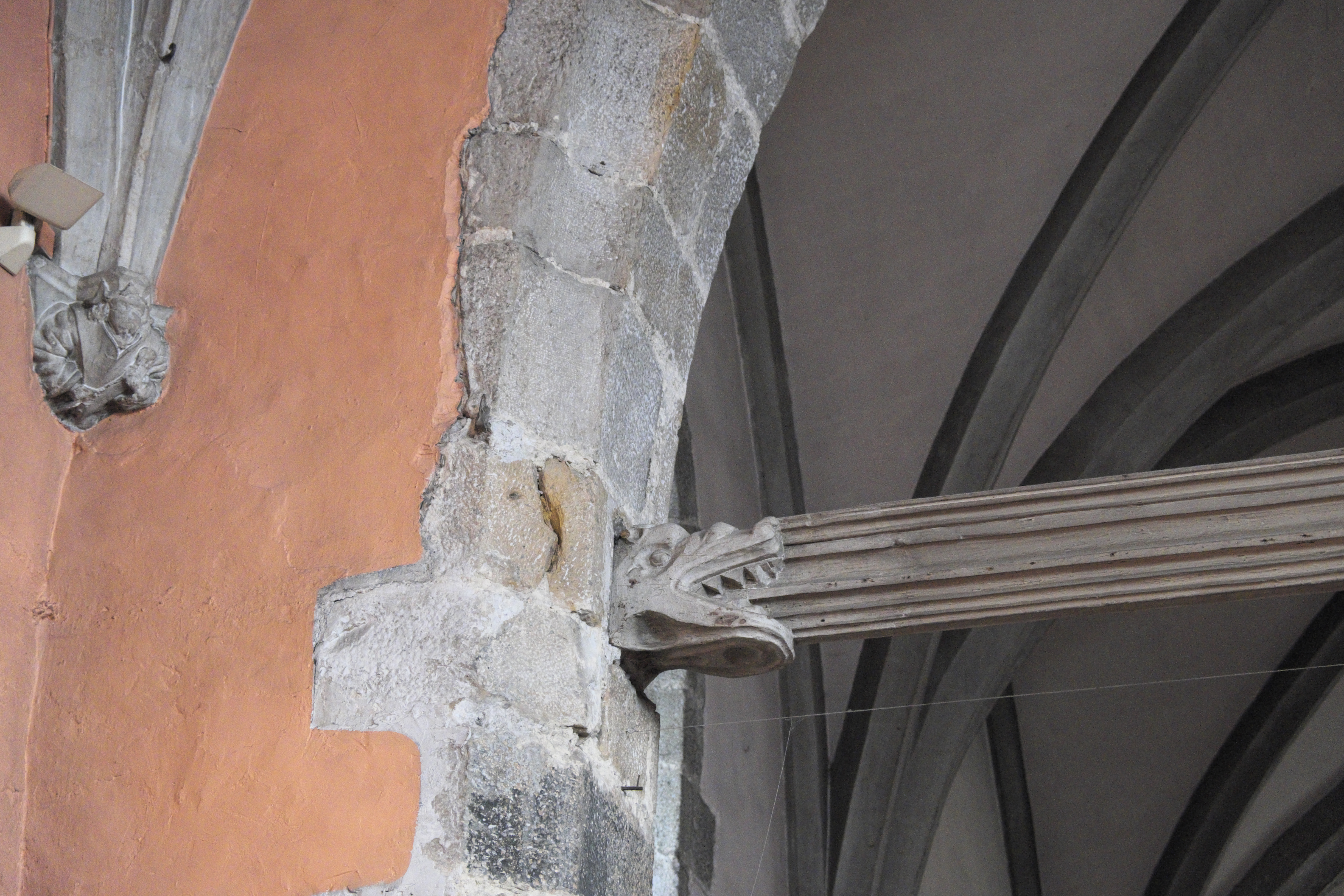
Triumphbalken aus dem 15. Jahrhundert
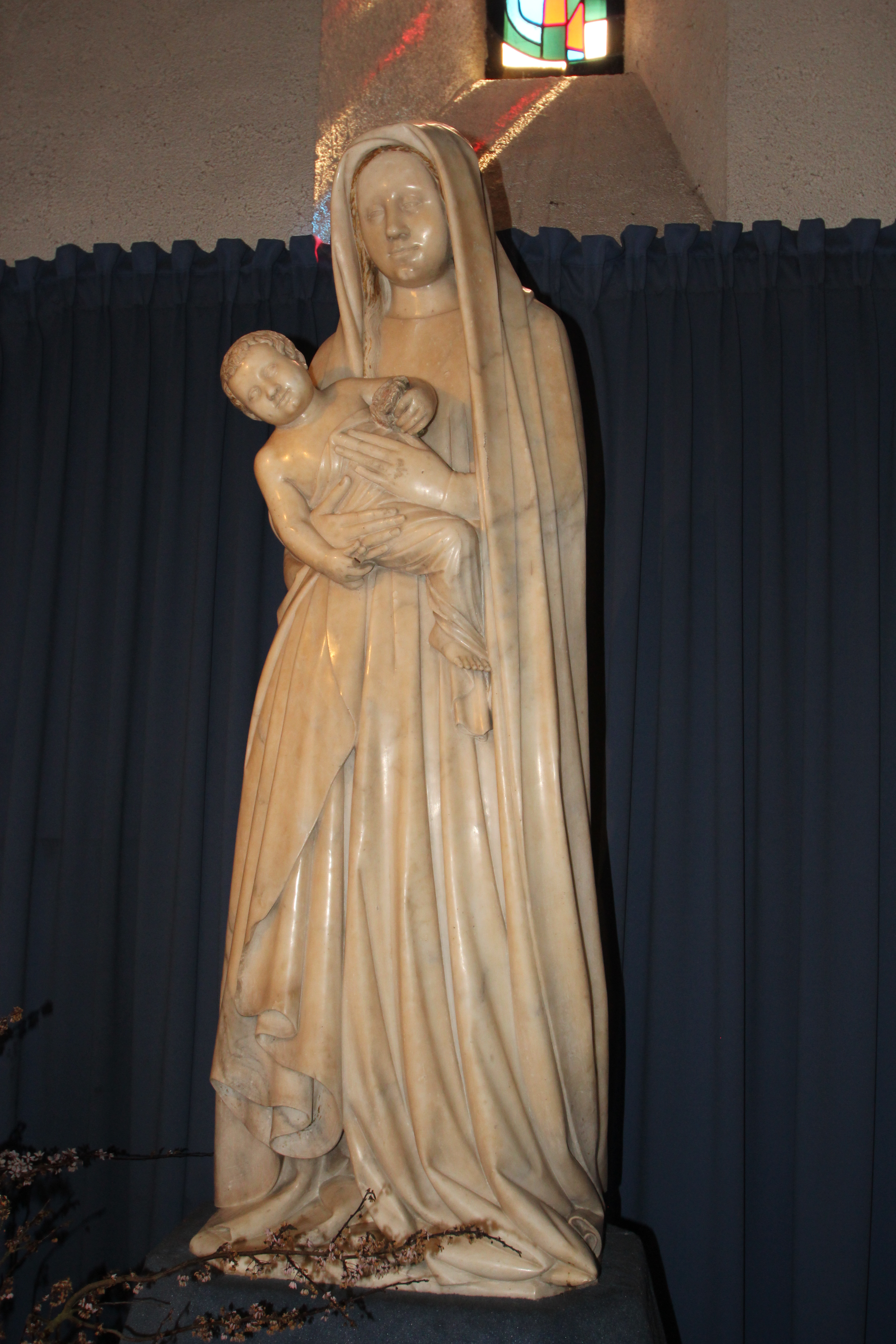
Madonna mit Kind
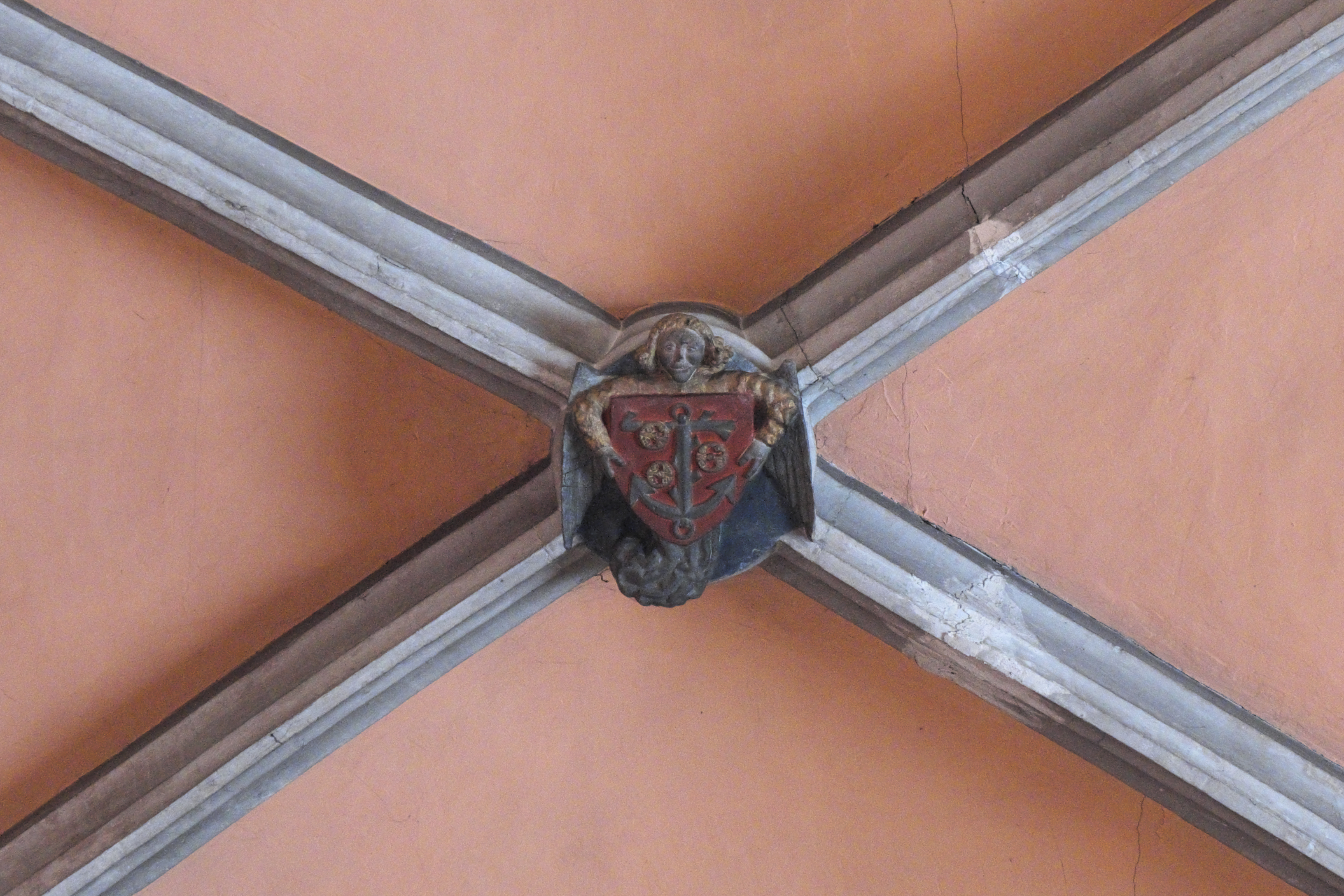
Schlussstein, Wappen der Familie Graville